# Hodowla szczegółowa drzew i krzewów leśnych
Hodowla szczegółowa drzew i krzewów leśnych opiera się na zasadzie uwzględniającej rolę gatunków w drzewostanie i nie stawia wyraźnych różnic pomiędzy określonymi grupami drzew. Zaliczenie np. dębu lub buka do gatunków głównych nie wyklucza możliwości występowania tych gatunków w niektórych drzewostanach w charakterze gatunków domieszkowych, a nawet gatunków pomocniczych. Gatunki zaliczane do domieszkowych jak np. grab czy klon mogą tylko wyjątkowo awansować do gatunków głównych, częściej natomiast będą pełniły rolę gatunków pomocniczych. 
- gatunki główne to takie, które tworzą lite drzewostany, których udział w masie drzewostanów mieszanych przekracza 10%. Gatunki te zwane są również gatunkami lasotwórczymi i one też tworzą podstawę produkcji surowca drzewnego i stąd nazywa się je także gatunkami produkcyjnymi.

Do gatunków głównych zalicza się w Polsce: sosnę, świerk, jodłę, dąb szypułkowy, dąb bezszypułkowy, buk, jesion i olszę czarną. 
- gatunki domieszkowe – do grupy tej zalicza się drzewa, które występują w składzie gatunkowym drzewostanu w mniejszej ilości i nie pretendują one do roli gatunków głównych. Ich udział w ogólnej masie drzewostanu nie przekracza 10%.

Główną rolą gatunków domieszkowych jest urozmaicenie produkcji leśnej, pełniejszym wykorzystaniu możliwości produkcyjnych siedliska, przyspieszeniu i zwiększeniu produkcji surowca drzewnego. Cel ten osiągnąć można przez wprowadzenie gatunków szybko rosnących tzw. gatunków cennych liściastych. 
Gatunki domieszkowe mogą spełniać swoje zadanie tylko na siedliskach żyznych. Wprowadzenie i występowanie tych gatunków na siedliskach bardziej ubogich sprowadza ich znaczenie do roli gatunków pomocniczych.
Do grupy gatunków domieszkowych zalicza się: grab, klon, brzozę, modrzew, wiąz, lipę i osikę. Z gatunków obcych wykorzystywanych u nas jako domieszka zalicza się: daglezję, żywotnika, i robinię akacjową.
- gatunki pomocnicze - pełnią w drzewostanie szczególną rolę biocenotyczną i pielęgnacyjną. Gatunki te zwiększają odporność biologiczną lasu i wpływają korzystnie na stosunki w biocenozie leśnej.

Gatunki pomocnicze tworzą w lesie warstwę podszytową (podszyt), chronią glebę przed zachwaszczeniem, wzbogacają ściółkę leśną i przyczyniają się do powstawania próchnicy w glebie. 
Obecność podszytu w lesie pozwala na stosowanie silniejszych cięć pielęgnacyjnych (trzebieży) bez obawy narażenia gleby na odsłonięcie.
Do gatunków pomocniczych (podszytowych) zalicza się: cis, wierzby, dzikie drzewa owocowe, wszystkie krzewy.